# Sicyoniidae
Sicyoniidae Ortmann, 1898, é uma família de camarões pertencentes à superfamília Penaeoidea. Sicyonia H. Milne Edwards, 1830 ("camarão-da-rocha") é a única espécie reconhecida desta família.
Apresentam o abdómen com sulcos profundos e numerosos tubérculos; terceiro e quarto pares de pleópodes com uma ramificação simples; telson geralmente com um espinho fixo de cada lado da ponta.
- Commons
- Wikispecies